# Wadi Ratnagiri
Wadi Ratnagiri es una ciudad censal situada en el distrito de Kolhapur en el estado de Maharashtra (India). Su población es de 4693 habitantes (2011). Se encuentra a 13 km de Kolhapur.

## Demografía
Según el censo de 2011 la población de Wadi Ratnagiri era de 4693 habitantes, de los cuales 2387 eran hombres y 2306 eran mujeres. Wadi Ratnagiri tiene una tasa media de alfabetización del 80,52%, inferior a la media estatal del 82,34%: la alfabetización masculina es del 89,39%, y la alfabetización femenina del 71,52%.